# Dívka v autobusu
Dívka v autobusu (v anglickém originále The Girl on the Bus) je 12. díl 30. řady (celkem 651.) amerického animovaného seriálu Simpsonovi. Scénář napsal Joel H. Cohen a díl režíroval Chris Clements. V USA měl premiéru dne 13. ledna 2019 na stanici Fox Broadcasting Company a v Česku byl poprvé vysílán 22. dubna 2019 na stanici Prima Cool.

## Děj
Při jízdě ve školním autobusu Líza Simpsonová uvidí z okna dívku, která hraje na klarinet. Po návratu ze školy Líza s rodinou večeří u televize a nikoho nezajímá, že Líza viděla dívku, se kterou by se chtěla skamarádit. Další den Líza opět dívku uvidí a řekne řidiči autobusu Ottovi, ať zastaví. Líza vyjde u Springfieldské promenády u lesíku a onu dívku hledá. Když Líza za dívkou přijde, spatří dívku, jak pláče. Líza zazvoní, ale nikdo neotevře. Jelikož jsou dveře odemčené, do domu vstoupí. Líza zjišťuje, že dívka pláče kvůli tomu, že se pacifická oblast zamořená odpadky zvětšila na milion km čtverečních. Posléze Líza s dívkou hraje duo na saxofon a klarinet a spolu s jejími rodiči večeří u nich doma. Líza je smutná z toho, jak večeří jejich rodina oproti rodině její kamarádky.
Další den, když Líza večeří se svou novou kamarádkou a jejími rodiči, se jí zeptají na její rodinu. Líza si vymyslí, že její táta Homer je sochař, že její máma Marge je chemička, že Maggie je profesorka neverbální komunikace a že bratra Barta nemá. Otci jeho kamarádky představí Neda Flanderse jako svého otce sochaře. Rodina Líziny kamarádky se bude chtít seznámit s Lízinou rodinou, ale Líza zalže a řekne, že její rodiče odjeli do Litvy. Líza se dohodne s kamarádčinými rodiči, že u nich bude přespávat. Večer uteče z domu a brzy ráno se domů zase vrátí. Druhý den na to Marge přijde a udělí Líze trest: Zavolat rodině od kamarádky a pozvat ji na večeři.

## Přijetí
Dennis Perkins z The A.V. Clubu ohodnotil epizodu známkou D+ a prohlásil: „Líza je těžká postava na psaní. Ne proto, že by díky své chytrosti byla lepší než ostatní, ale proto, že její vědomí absurdity světa ji nedokáže ochránit před tím, aby se nenávratně stala jeho součástí. Takže znovu – stupeň komediální obtížnosti zaznamenán. Ale tohle jsou Simpsonovi. A říkejte si o starých dobrých časech, co chcete, ale když je tu odkaz psaní skvělých příběhů o Líze a vy jeden takhle zpackáte, je to selhání o to víc do očí bijící.“.
Tony Sokol z Den of Geek udělil dílu 3,5 z 5 bodového hodnocení a uvedl: „Dívka v autobusu se závěrem dostane do křížku s dopravou. I když vždycky víme, že rodina všechno vyřeší, v poslední době to Simpsonovým vychází až příliš dobře. Pohodlnost uhlazené animace nyní gaučují pohodlnější konce. K láskyplnému výlevu chybí další zvrat. Je to příjemná epizoda, která měla působit trochu špatně. Líza se dozvídá, jak vzrušující je podvádět všechny lidi, které má ráda, ale nedokáže své nadšení udržet.“.